# Economia statului Chile
O industrie majoră a economiei statului Chile este exploatarea minereurilor, printre care sarea și metalele. Chile este cel mai mare producător mondial de cupru. Agricultura practicată în centrul țării asigură fructe pentru export și struguri pentru vinificația lor, înfloritoare și faimoasă în toată lumea.